# Ritos de Zhou
Os Ritos de Zhou (chinês: 周禮; pinyin: Zhōu lǐ), originalmente conhecido como "Ofícios de Zhou" (周官, Zhouguan) é na realidade um trabalho sobre a burocracia e teoria organizacional, pertencente ao conjunto chamado de "Treze Clássicos", de tradição confucionista. Foi renomeado por Liu Xin para diferenciá-lo de um capítulo no Livro da História (Shujing) com o mesmo nome.
Tais textos puramente administrativos são geralmente referidos como legalistas, mas o modelo governamental do texto inclui-se em co-governação, com a família do governante, legalismo que conduz a um estado particularmente aristocrático-burocrática, em oposição à administração absolutista de Han Fei. Para substituir uma obra perdida, foi incluído por muito tempo com as obras Clássico dos Ritos e Etiqueta e Cerimonial, tornando-se um dos três textos rituais antigos (os "Três Ritos") listados entre os clássicos do confucionismo.